# 木曜JUNK ZERO ケンドーコバヤシのテメオコ
木曜JUNK ZERO ケンドーコバヤシのテメオコ（もくようジャンクゼロ ケンドーコバヤシのテメオコ）は、2008年10月2日から2010年4月1日まで、TBSラジオをキー局にJRNにて、毎週木曜日の「JUNK ZERO」枠で放送されていた、ケンドーコバヤシがパーソナリティのラジオ番組。通称「テメオコ」。番組表上では、主に「JUNK ZERO ケンドーコバヤシのテメオコ」と表記された。

## 概要
数多くのラジオ番組を担当してきたケンドーコバヤシが、初めて一人でしゃべり、進行する番組である。以前TBSラジオで放送していた『ケンドーコバヤシのキミナグ』の流れを汲んでいる。コーナー紹介と番組最後のCM前に流れるジングル（主に嘘の次回予告。2009年10月に終了。）ナレーションはTBSアナウンサー水野真裕美および広重玲子（2009年7月より広報部職員）が担当していた。
タイトルの「テメオコ」とは、コバヤシの愛読書である荒木飛呂彦作の漫画『ジョジョの奇妙な冒険』第3部の主人公、空条承太郎のセリフ「てめーはおれを怒らせた」の略。
オープニングで「みなさん、テメオコしてますか?!」、「みなさん、手でメオコしてますか?!」等で始まり、フリートークでは、ネゴシックス、若井おさむ、ムーディ勝山を総称して「右肩下がり軍団」（後に千原ジュニアに言葉の力は怖いぞと諭され『吉本ゴリ押し爆売れ軍団』と改名）と呼んで、トークのネタにされることが多かった。
また、この番組は『JUNK ZERO』ではあるもののジングル・タイトルコールなどには『木曜JUNK ZERO』という名称を使わず「ケンドーコバヤシのテメオコ」に統一されている。
2010年3月25日放送分でマザーコンピューターエシュロンとの激闘の末、テメオコは終了という内容のラジオドラマ（詳細は#2010年の節を参照。）が放送され、新番組「ケンドーコバヤシのオマアク」の開始告知をした上で終了。翌週4月1日放送分の最終回では、放送上のみ「ケンドーコバヤシのオマアク」（「オマアク」は、ジョジョの奇妙な冒険第6部の登場人物、ウェザー・リポートがエンリコ・プッチを評した「おまえは… 自分が『悪』だと気づいていない… もっともドス黒い『悪』だ…」の略）のタイトルで放送された（番組表でのタイトルは通常通り「ケンドーコバヤシのテメオコ」で、その後ろに最終回を表すマークが入った）。
南海キャンディーズの山里亮太、オリエンタルラジオの中田敦彦はリスナーであることを公言していた（ただし、中田はポッドキャスティングのみのリスナー）。

## コーナー
コーナーに関しては終了宣言することはなく自然と消滅している形式をとっている。このため、ほとんど放送されていないコーナーも存在する。流れとしてはコバヤシがコーナーのタイトルコールをしたあと水野、広重どちらかのコーナー概要の説明が流れて投稿を読むという流れとなっている。また、コーナー化をしていないものに関してはコーナー概要の説明は流れていない。2009年12月24日放送分でコーナー仕分けをし、幾つかのコーナーを存続させるか終了させるか決めた。
念能力者募集
世界の支配を目論む「マザーコンピューター」エシュロンを倒すための念能力者を募集するコーナー。2010年3月25日放送分の最終決戦でRGのカミカミコメントが読み取れず敗北を悟ったエシュロンが自爆したため終了。
前田忠明がぶった斬る
フジテレビのワイドショー『とくダネ!』で『ドラゴンクエストIX 星空の守り人』の機能であるすれちがい通信が紹介された際に「メールできないの？そんなのつまんない！つまんない！」と批判した芸能リポーター前田忠明が怒っている様子を募集する。ネタの最後は「つまんない！つまんない！」でしめる。
メダパニ喰らっとるやろ!
リスナーの投稿に対してケンドーコバヤシが「メダパニ喰らっとるやろ!」という突っ込みしたことがきっかけで始まったコーナー、内容はいかにも混乱している人の投稿を送ってもらうが、ドラクエの用語が使ってあれば内容が違っていても採用されていた。
松たか子目撃情報
ある放送で「松たか子の目撃情報があれば聴くという友人がいる」というメールを紹介したことがきっかけで、自然と松たか子の目撃情報が送られてきてしまったことから始まったコーナー。正式には募集していなかったが2009年7月16日放送分で正式にコーナー化に至った。初めは普通の松たか子や他の芸能人目撃情報のネタハガキの範疇だったが、途中から父の松本幸四郎のバンテリンネタ、ラ・マンチャネタの方が多くなってしまった。この内容にゲストに来ていた野性爆弾が素に戻り「（松本幸四郎ネタに）これ趣旨違ってるじゃないですか」「やばいですよ」と返してしまった。ちなみに、松たか子本人は知らないが、彼女のスタッフにはコーナーの存在が知られている。
ケンドーコバヤシ次回作
ケンドーコバヤシが出られそうな映画、ドラマ作品を募集する（漫画、アニメ実写版限定）。巨大な人物を根本はるみ、ハゲキャラ、ヅラキャラを小倉智昭にする事が流行した。
ヤマザキ春の使者祭り
街にいる、春の訪れと日本の平和を教えてくれる春の使者を募集する。
オリジナニー 〜This is オナニー オリジン〜
自分で考えたオリジナルオナニーを送ってもらう。『雨上がり決死隊のトーク番組アメトーーク!』にケンドーコバヤシが「オリジナニー芸人」をプレゼンしたものの、最終的に却下されたため、やむなく『テメオコ』で始めたコーナー。
ケンドーコバヤシプレゼンツ 優しさの定義!
リスナーから本当の優しさとはどういうものかを送ってもらい、その優しさをケンドーが判定するコーナー。元々は『キミナグ』でアシスタントを務めていた折原みかが提案したコーナーであったが、第1回目に折原に電話をして無事コーナー化に至った。
浅ヨクナイ話
『深イイ話』に対抗して、浅くてよくない「ふ～ん」で済んでしまうような話を送ってもらうコーナー。
テメオコポエム
番組オープニングで読むポエムを募集するコーナー。しかし、第2回目の放送では応募が1通も来なかった。
アシスタント募集
番組のアシスタントを募集するコーナー。応募者は生物上の女性であること、容姿端麗であること、年齢が20歳から21歳であること、グラビアアイドルの折原みかではないことの4つの条件を満たす必要がある。2008年12月11日の放送でアシスタントとして3人の女性が選ばれたが、番組予算の制約もしくは企画そのものがギャグだった可能性もあって、その後放送に登場していない。
○○さん!聴いてるんでしょ!!
番組を聴いていると思われる有名人に3つ質問を出し、その質問の答えを送ってもらうコーナー。
ケンコバランド
第3回目の放送（2008年10月16日放送分）で告知もされていない「ケンコバランドのコーナー」あてにネタが送られてきたことから始まったコーナー。内容は特に決まっていない。また、違うコーナーに送られたメールも意味不明な内容だった場合はこのコーナーで紹介されることがある。
あれはチン毛じゃないのか!?
陰毛と勘違いするような事象や、陰毛に関する考察を募集するコーナー。
夢のコラボ企画 バンダイテメオコのオモチャ募集！
自分の「欲しい!」と思うオモチャを考えて送る。決定案はバンダイから実際に商品化される予定で、ローション仕様の入浴剤に決まったが、安全面の問題から中止された。
セイラ・マスのコーナー
「セイラ・マスは危ないクレーマーである」ことが発覚し、エピソードを送り、「この軟弱者!」でしめるコーナー。「前田忠明がぶった斬る」と内容が類似しており、登場人物が違うだけではないのかとケンドーコバヤシ自身も指摘している。
小学生現る!
小学生のような安易な発想（うんこを使う等）で投稿を受け付けるコーナー。
こんちわジェノサイダス
日々放送業界を揺るがす過激な意見を述べるジェノサイダスちゃんの発言を受け付けるコーナー（ジェノサイダスについて、毎日放送のラジオ番組『こんちわコンちゃんお昼ですょ!』のパーソナリティ近藤光史とするネタの投稿が寄せられたが、ケンコバはあくまでも別人としていた）。
変態の定義
優しさの定義同様変態とはどういうことかの投稿を受け付ける。

### コーナー仕分けで仕分けされたコーナー
すれ違い通信
『ドラゴンクエストIX』のすれちがい通信機能を使い、ケンドーコバヤシの書いたメッセージを送ってもらう、期間限定のコーナー。リスナーからメールが届き、無事終了。
ネゴシックスpresents お前プライド高すぎんだよ!
底辺から見た贅沢を募集。大した不幸でもないのに落ち込んでいたり、大した不運でもないのに不平を漏らしていたり、そんなヤワな人間をピシャリと叱ってあげるコーナー。
エピソードを書いて、最後は「お前プライド高すぎんだよ!」で締める。
目を覚まさせてくれ!究極のM!!
芸能界随一のM芸人、ケンドーコバヤシ。数々のMを経験、開発してきたが、そろそろ飽きてしまいそうだ。ケンドーコバヤシの目を覚まさせるほどのＭプレイを募集する。投稿ルールとして、「○○プレイ」と最後に“プレイ”を付けて終わりにする。
神などいない!
ついていないときや、悲惨な時に、天を呪う気持ちを募集する。エピソードを書いて最後に「神などいない!」で締めくくる。ただし、ケンドーコバヤシ自身も「てめえは俺を怒らせた」のコーナーと内容がかぶっていると指摘しており、ほとんど放送されなかった。
テメオコ都市伝説〜信じないか信じないかはあなた次第〜
都市伝説を送ってもらうコーナー。
カラテカ入江の「何やってるんすか?!」
情けないエピソードを送ってもらい、入江が「何やってるんすか?!」と注意する声で閉めてもらう。「前田忠明がぶった斬る」、「セイラ・マスのコーナー」と内容が類似しており、登場人物が違うコーナーを作っているだけではないかとケンドーコバヤシ自身も指摘している。
落差選手権
感動する話やいい話を作り、ひどすぎるペンネームを送ってもらうコーナー。
てめえは俺を怒らせた
怒りを覚えたエピソードを送ってもらうコーナー。実体験でも嘘でもどちらでも投稿は可能。最後は必ず「てめえは俺を怒らせた」で締めることが約束となっている。

## 歴史

### 2008年
- 2008年10月2日の第1回の放送でRG（レイザーラモン）、ネゴシックス、前身番組『キミナグ』のアシスタントだった折原みかに電話。折原のみ電話が繋がりトークをした。
- 2008年10月23日の放送でバッファロー吾郎をゲストで迎えた際、『キングオブコント』で優勝した直後であったにも関わらずわざとそのことにまったく触れなかった。（元々触れない事自体をギャグにしようとしてる向きであった。）
- 2008年11月20日の放送で東方神起に対する発言に対してケンドーコバヤシのブログに書き込みが殺到する。

### 2009年
- 陣内智則が藤原紀香と離婚した直後、「話題のあの人をゲストによびます!」と煽り、実際にゲストに来たのは同じく離婚して間もなかったバッファロー吾郎の木村明浩であった。
  - この時、リスナーから来た陣内に対する質問をそのまま木村にぶつけた。ちなみに、同時期に陣内は同局加藤浩次の吠え魂にゲスト出演する事が決定していた。
- 2009年10月1日に折原みかが出演した。この時、「コーナーをいくつか考えた」と言った中のコーナーで「折原みかと枕営業」（折原みかと枕を売る営業のラジオドラマ）を提案したが、これが「グラビアアイドルに枕営業はあるのか」と話題になり、ニュースになった[3]。
- 2009年12月3日のレイザーラモンRGへのあるあるネタの無茶振りには「誰があんなもん60分聞きたがるんだ!」と否ばっかりの意見が殺到した。

### 2010年
- 2010年3月25日にはコーナー中にテメオコがマザーコンピューターに乗っ取られるという内容のラジオドラマが放送された。なお1ヶ月ほど前からコーナー化はされなかったものの、そのマザーコンピューターを破壊しようとするために（ネタの範疇である）念能力者をケンコバ自身から募っていた。そのリスナーから送られてきた念能力の内容は戦闘能力の無いものが殆どだった。
- 2010年4月1日の最終回は、新番組『ケンドーコバヤシのオマアク』（由来は上記参照）として、レイザーラモンRGと二人で放送した。
  - RGは本当に新番組と思っていたようで、後輩芸人などに触れまわっていたにもかかわらず最終回とわかり、『これをピエロと言わず、何をピエロというのか?』となげいた。

## テーマ曲
笑顔に会いたい
歌：濱田理恵
『ママレード・ボーイ』OPテーマ
（初回 - 2009年7月10日放送）
笑顔に会いたい Miki Ver
歌：國府田マリ子
（2009年7月17日放送 - 2010年3月25日放送）

## ゲスト
- 2008年10月23日 - バッファロー吾郎
- 2008年12月11日 - 折原みか
- 2009年01月01日、01月08日 - ムーディ勝山（アイスクリーム）・ネゴシックス
- 2009年04月23日 - あの離婚芸人
- 2009年06月11日 - 右肩下がり軍団（若井おさむ、ネゴシックス、ムーディ勝山）
- 2009年06月18日 - 山里亮太（南海キャンディーズ）
- 2009年07月17日 - 若井おさむ
- 2009年08月21日 - レイザーラモンRG（レイザーラモン）、八木真澄（サバンナ）、ロッシー（野性爆弾）
- 2009年09月17日 - レイザーラモンRG（レイザーラモン）
- 2009年10月01日 - 折原みか
- 2009年10月22日 - 有吉弘行
- 2009年12月03日 - レイザーラモンRG
- 2009年12月10日、12月17日 - 野性爆弾
- 2009年12月31日 - ムーディ勝山、折原みか、ネゴシックス
- 2010年01月07日 - ハリウッドザコシショウ
- 2010年02月18日 - 川島明（麒麟）、折原みか
- 2010年03月11日 - レイザーラモンRG、ネゴシックス
- 2010年04月01日 - レイザーラモンRG（「オマアク」アシスタント）

## ポッドキャスト
TBS RADIO podcasting954で配信。毎週金曜日の昼頃更新されていた。2009年10月からは番組ダイジェストとポッドキャストのために録りおろした音源の二部構成となっている。録りおろしの音源の内容は主に没になったメールを紹介し、ケンドーコバヤシがそのメールを断罪するという内容である。2009年9月まではポッドキャスト録りおろしの音源のみだったため他の『JUNK』のポッドキャストに比べて配信時間は10分程度と比較的短い内容であった。

## スタッフ
- プロデューサー：萩原慶太郎
- 作家：森詩津規